# Рощупкин, Анатолий Васильевич
 Анатолий Васильевич Рощупкин  (род. 10 февраля 1949 года, дер. Красное Долгоруковского района Липецкой области) — русский советский писатель. Член Союза журналистов СССР (1975).

## Биография
Анатолий Васильевич Рощупкин родился 10 февраля 1949 года в деревне Красное Долгоруковского района Липецкой области в крестьянской семье.
Учился на филологическом факультете Елецкого пединститута (1972). В 1978—1980 годах учился на отделении журналистики ростовской Высшей партийной школы (ВПШ). В 1972—1973 годах служил в танковых войсках на Сахалине. После демобилизации вернулся к журналистике.
Трудиться начал в 1966 году. Работал литсотрудником районных газет Липецкой области, на комсомольской работе, собственным корреспондентом, начальником отдела сельской жизни, первым заместителем главного редактора ростовской областной газеты «Молот» (1981—1992), начальником отдела информации и общественно-политического анализа Законодательного собрания Ростовской области (1992—1998), начальником сектора печати департамента по печати и телерадиовещанию Администрации Ростовской области, главным редактором газеты «Весёловский вестник» в Весёловском районе Ростовской области. С 2001 года Анатолий Васильевич Рощупкин работает главным редактором газеты «За доблестный труд» предприятия «Роствертол».

## Творчество
А. Рощупкин начал писать стихи и рассказы с юного возраста, печатался в местной периодике. Его первый сборник стихов «Свет доброты» увидел свет в 1995 году, первая книга прозы «Земляки» была издана в 1996 году. В дальнейшем писатель написал более десяти книг стихов, повестей и рассказов.
В своих произведениях Анатолий Рощупкин описывает жизнь российского села, пишет о близких ему людях, поднимает вопросы морали и нравственности.

## Награды
- Бронзовая медаль ВДНХ СССР;
- Почётный знак Союза журналистов России «За заслуги перед профессиональным сообществом»;
- Лауреат областной журналистской премии имени А. П. Чехова;
- Лауреат литературной премии имени В. А. Закруткина (1997).

## Труды
Изданы отдельные книги произведений писателя:
- Свет доброты. Стихи. — Ростов-н/Д: фирма «MYSTERY», 1995.
- Земляки. Рассказы, повести, очерки. — Ростов-н/Д: «Дон», 1996.
- До вечерней звезды. Стихи. — Ростов-н/Д: Ростиздат, 1997.
- Поезд в деревню. Книга прозы. — Ростов-н/Д: Ростиздат, 1999.
- Ещё надеюсь… Стихи. — Ростов-н/Д: МП «Книга», 2001.
- Прощание с ивой. Проза. — Ростов-н/Д: МП «Книга», 2001.
- Сроки земные. Книга прозы. — Ростов-н/Д: МП «Новая книга», 2004.
- Январская исповедь. Стихи. — Ростов-н/Д: МП «Новая книга», 2006.
- Колодезное эхо. Повесть. — Ростов-н/Д: МП «Новая книга», 2007.
- Последняя вьюга. Повести и рассказы. — Ростов-н/Д: МП «Новая книга», 2009.
- Между светом и тенью. Книга прозы и поэзии. — Ростов-н/Д: ЗАО «Книга», 2010.